# Adrian Mannarino
Adrian Mannarino (ur. 29 czerwca 1988 w Soisy-sous-Montmorency) – francuski tenisista, reprezentant kraju w Pucharze Davisa.

## Kariera tenisowa
Karierę tenisową Mannarino rozpoczął w 2005 roku.
Wielokrotnie w karierze triumfował w zawodach ATP Challenger Tour. W cyklu ATP Tour zwyciężył w czterech turniejach z czternastu rozegranych finałów. Ponadto osiągnął jeden finał w grze podwójnej.
W lutym 2018 zadebiutował w reprezentacji Francji w Pucharze Davisa.
W rankingu gry pojedynczej Mannarino najwyżej był na 19. miejscu (15 stycznia 2024), a w klasyfikacji gry podwójnej na 73. pozycji (2 maja 2016).

### Finały w turniejach ATP Tour
| Legenda                                      |
| -------------------------------------------- |
| Wielki Szlem                                 |
| Igrzyska olimpijskie                         |
| Tennis Masters Cup / ATP Finals              |
| ATP Masters Series / ATP Tour Masters 1000   |
| ATP International Series Gold / ATP Tour 500 |
| ATP International Series / ATP Tour 250      |

#### Gra pojedyncza (5–10)
| Końcowy wynik | Nr  | Data                 | Turniej       | Nawierzchnia  | Przeciwnik          | Wynik finału     |
| ------------- | --- | -------------------- | ------------- | ------------- | ------------------- | ---------------- |
| Finalista     | 1.  | 17 stycznia 2015     | Auckland      | Twarda        | Jiří Veselý         | 3:6, 2:6         |
| Finalista     | 2.  | 26 lipca 2015        | Bogota        | Twarda        | Bernard Tomic       | 1:6, 6:3, 2:6    |
| Finalista     | 3.  | 1 lipca 2017         | Antalya       | Trawiasta     | Yūichi Sugita       | 1:6, 6:7(4)      |
| Finalista     | 4.  | 8 października 2017  | Tokio         | Twarda        | David Goffin        | 3:6, 5:7         |
| Finalista     | 5.  | 30 czerwca 2018      | Antalya       | Trawiasta     | Damir Džumhur       | 1:6, 6:1, 1:6    |
| Finalista     | 6.  | 21 października 2018 | Moskwa        | Twarda (hala) | Karen Chaczanow     | 2:6, 2:6         |
| Zwycięzca     | 1.  | 16 czerwca 2019      | Rosmalen      | Trawiasta     | Jordan Thompson     | 7:6(7), 6:3      |
| Finalista     | 7.  | 29 września 2019     | Zhuhai        | Twarda        | Alex de Minaur      | 6:7(4), 4:6      |
| Finalista     | 8.  | 20 października 2019 | Moskwa        | Twarda (hala) | Andriej Rublow      | 4:6, 0:6         |
| Finalista     | 9.  | 1 listopada 2020     | Nur-Sułtan    | Twarda (hala) | John Millman        | 5:7, 1:6         |
| Zwycięzca     | 2.  | 27 sierpnia 2022     | Winston-Salem | Twarda        | Laslo Đere          | 7:6(1), 6:4      |
| Finalista     | 10. | 1 lipca 2023         | Santa Ponça   | Trawiasta     | Christopher Eubanks | 1:6, 4:6         |
| Zwycięzca     | 3.  | 23 lipca 2023        | Newport       | Trawiasta     | Alex Michelsen      | 6:2, 6:4         |
| Zwycięzca     | 4.  | 3 października 2023  | Astana        | Twarda (hala) | Sebastian Korda     | 4:6, 6:3, 6:2    |
| Zwycięzca     | 5.  | 11 listopada 2023    | Sofia         | Twarda (hala) | Jack Draper         | 7:6(6), 2:6, 6:3 |

#### Gra podwójna (0–1)
| Końcowy wynik | Nr | Data                | Turniej | Nawierzchnia  | Partner        | Przeciwnicy              | Wynik finału |
| ------------- | -- | ------------------- | ------- | ------------- | -------------- | ------------------------ | ------------ |
| Finalista     | 1. | 9 października 2022 | Astana  | Twarda (hala) | Fabrice Martin | Nikola Mektić Mate Pavić | 4:6, 2:6     |